# Jan Stuyt
Jan Stuyt (Purmerend, 21 de agosto de 1868 – La Haya, 11 de julio de 1934) fue un arquitecto neerlandés.

## Biografía
Comenzó su andadura profesional en el año 1883, trabajando en el estudio de A. C. Bleys, donde asimilaría el estilo neo-románico, imperante en las obras realizadas allí. En 1891 se trasladó a Ámsterdam, donde entró a formar parte del estudio de Joseph Cuypers. Se encargó de la dirección de obras de proyectos tan importantes como la Catedral de San Bavón en Haarlem entre 1895 y 1898.
En 1898 comenzó a trabajar como arquitecto independiente. Llevó a cabo el diseño de una iglesia para la ciudad polaca de Lodz, pero éste no fue aceptado. También desarrolló otro proyecto para la iglesia del Sacramento de Copenhague, que, aunque se aceptó, no se construyó en aquel momento (sería construida en 1915). En 1899 se asoció con Jos Cuypers. Trabajaron juntos hasta 1909 y abordaron principalmente proyectos para la construcción de iglesias, las cuales, fueron, siempre que dependía de Stuyt, de corte neo-románico.
Stuyt viajó a Alemania, Estados Unidos y el sur de Europa y Oriente Próximo, y se vio también influido por la arquitectura mediterránea (Italia, Islam, Bizancio) tras su primera peregrinación a Palestina en 1903. A raíz de este viaje, decidió comenzar a proyectar iglesias con cúpula, a imitación de Santa Sofía de Estambul.
También desarrolló otros proyectos como el plan de ordenación urbana de Heerlen, o viviendas en Limburgo.

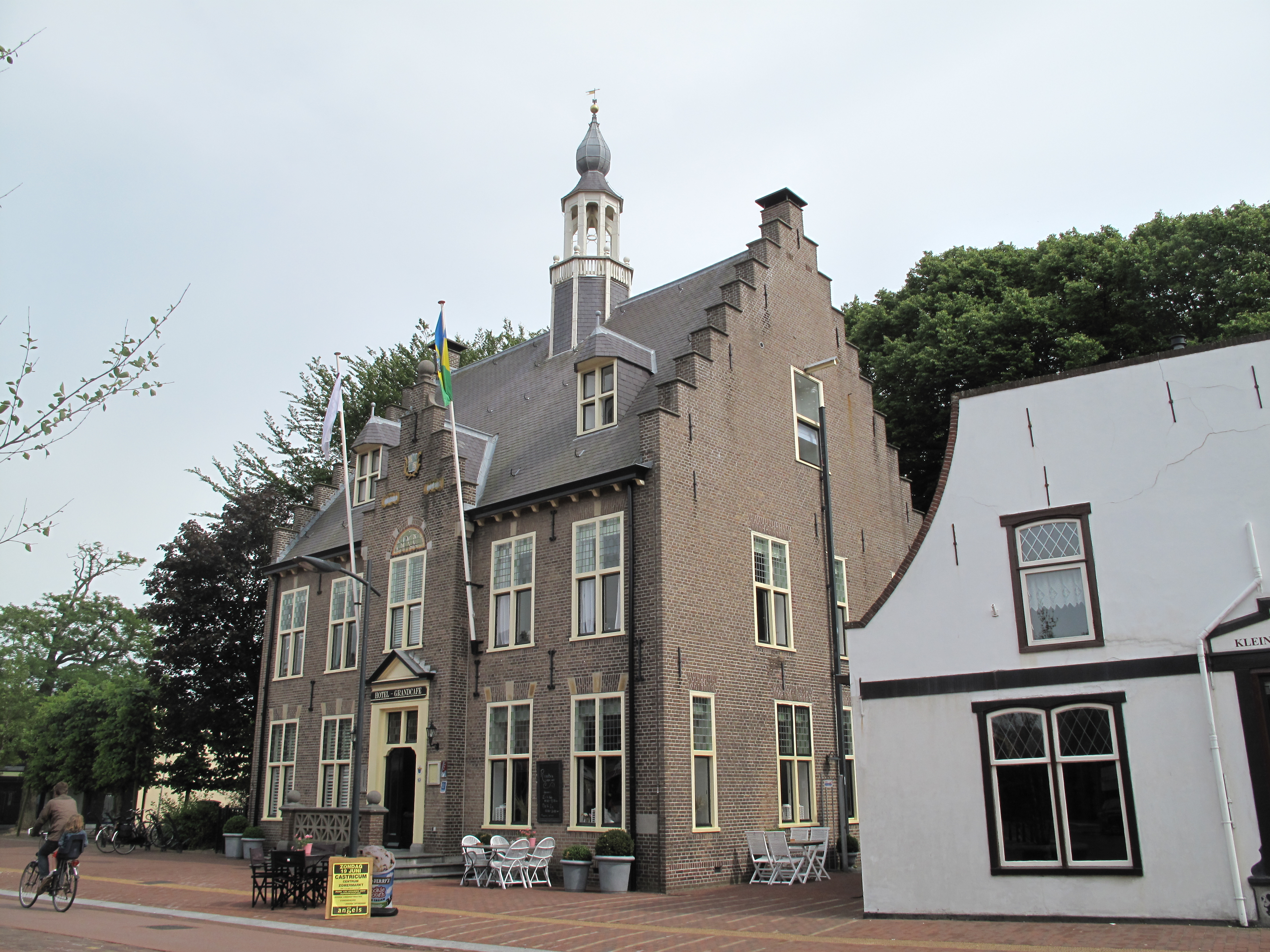
Ayuntamiento de Castricum
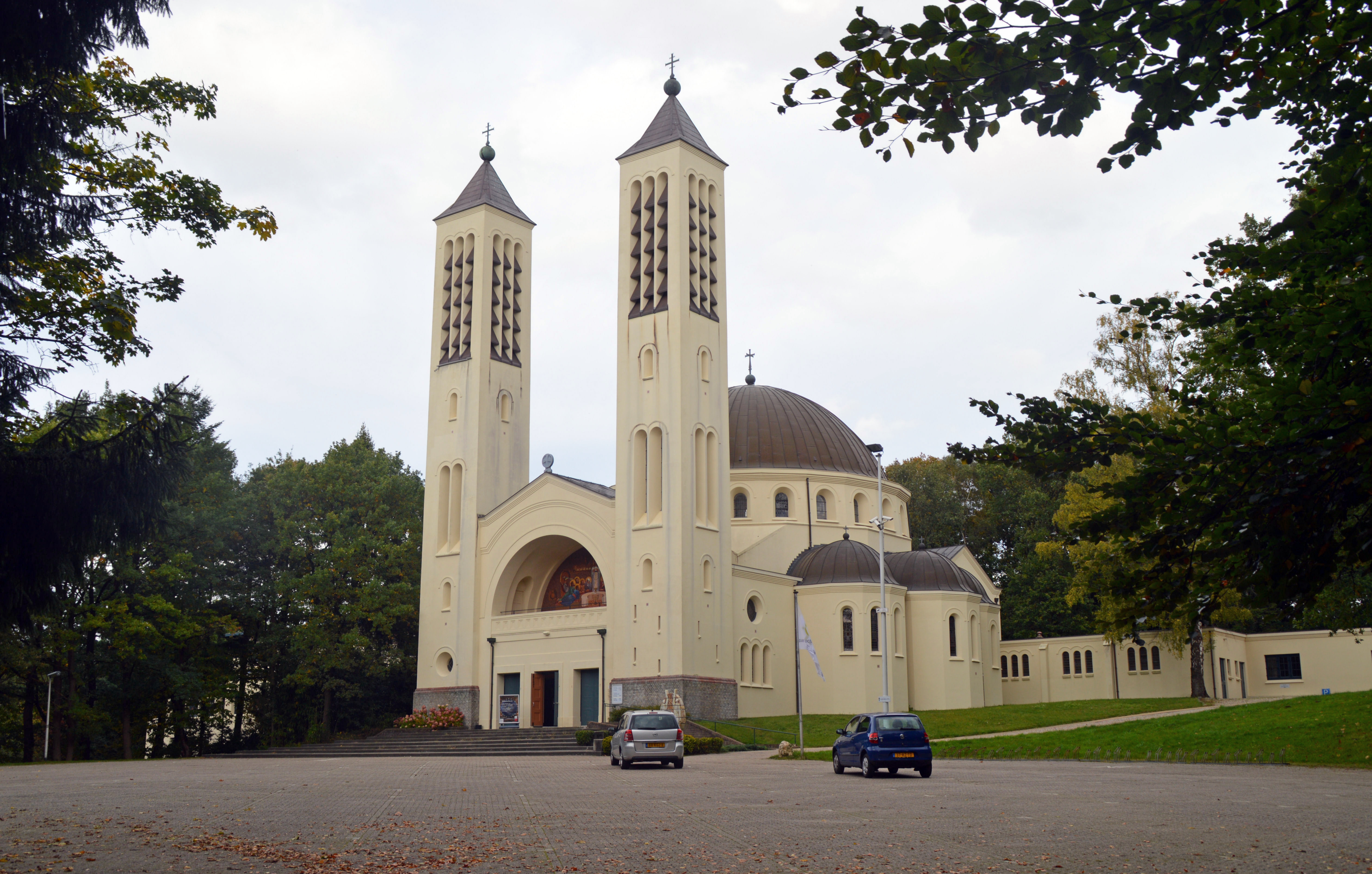
Iglesia Cenáculo, Fundación Tierra Santa
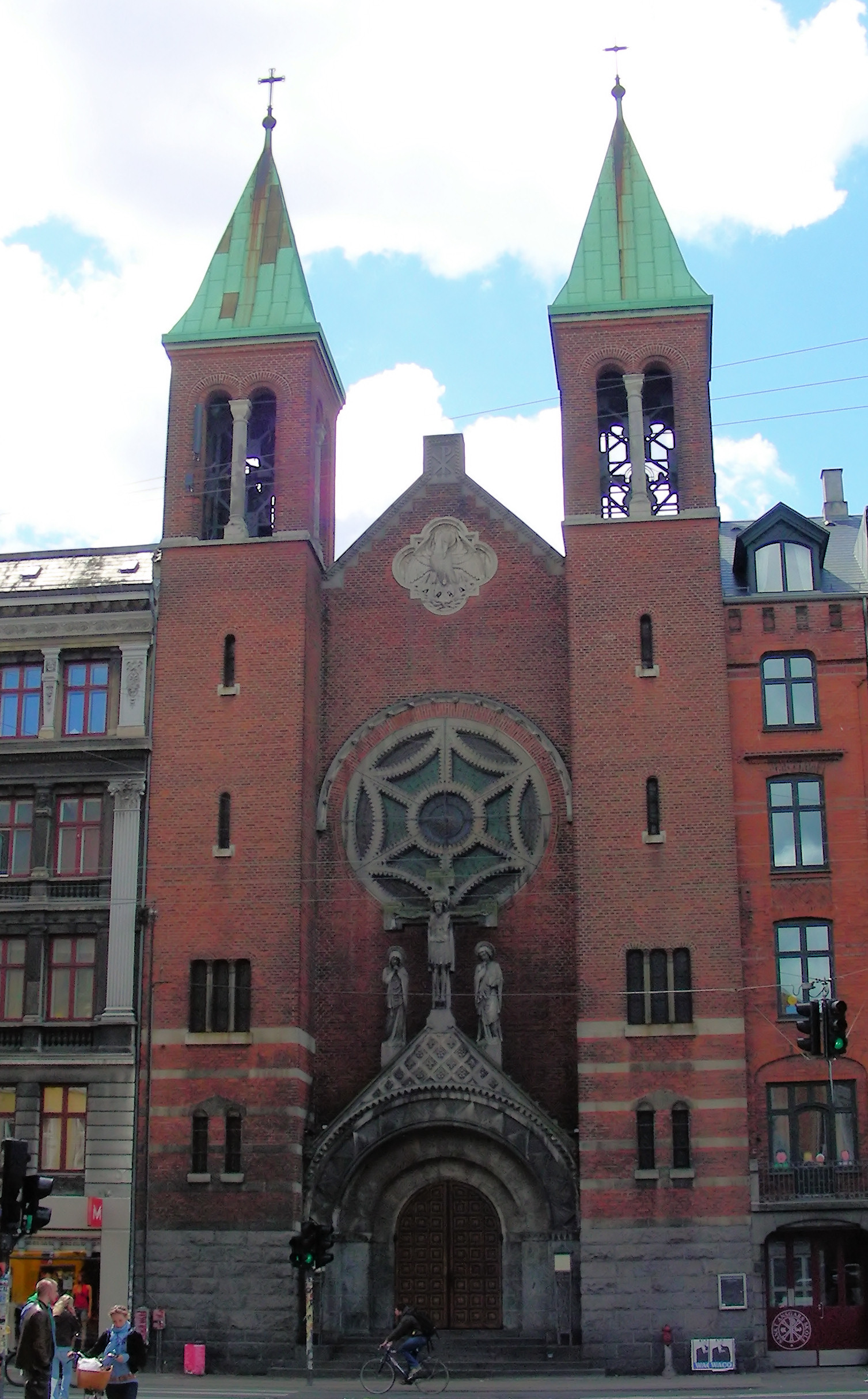
Iglesia sacramental de Copenhague
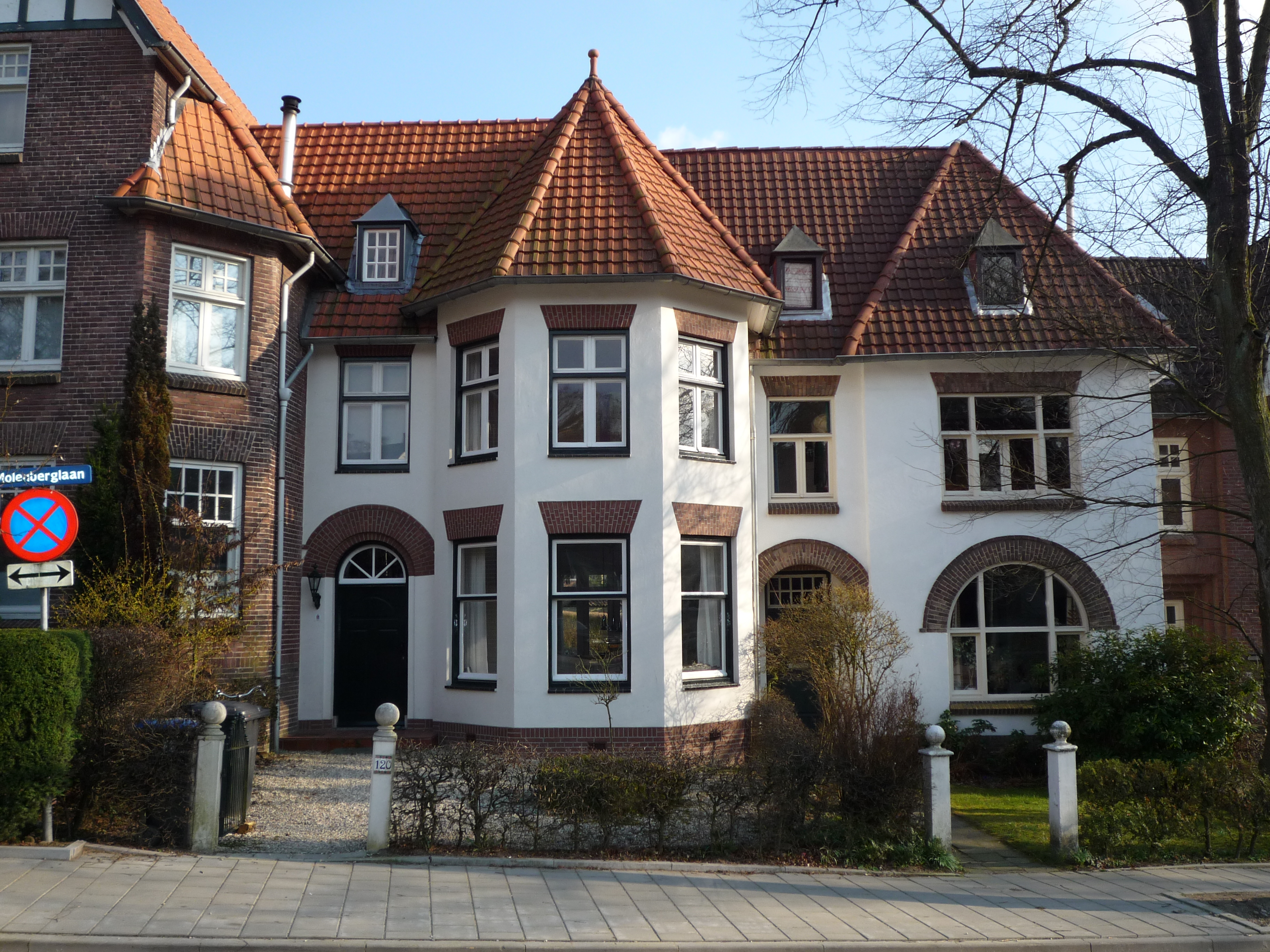
Molenberg, Heerlen
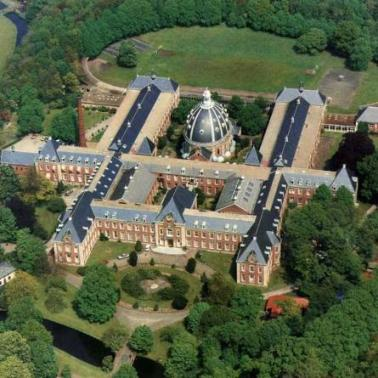
Seminario Hageveld, Heemstede
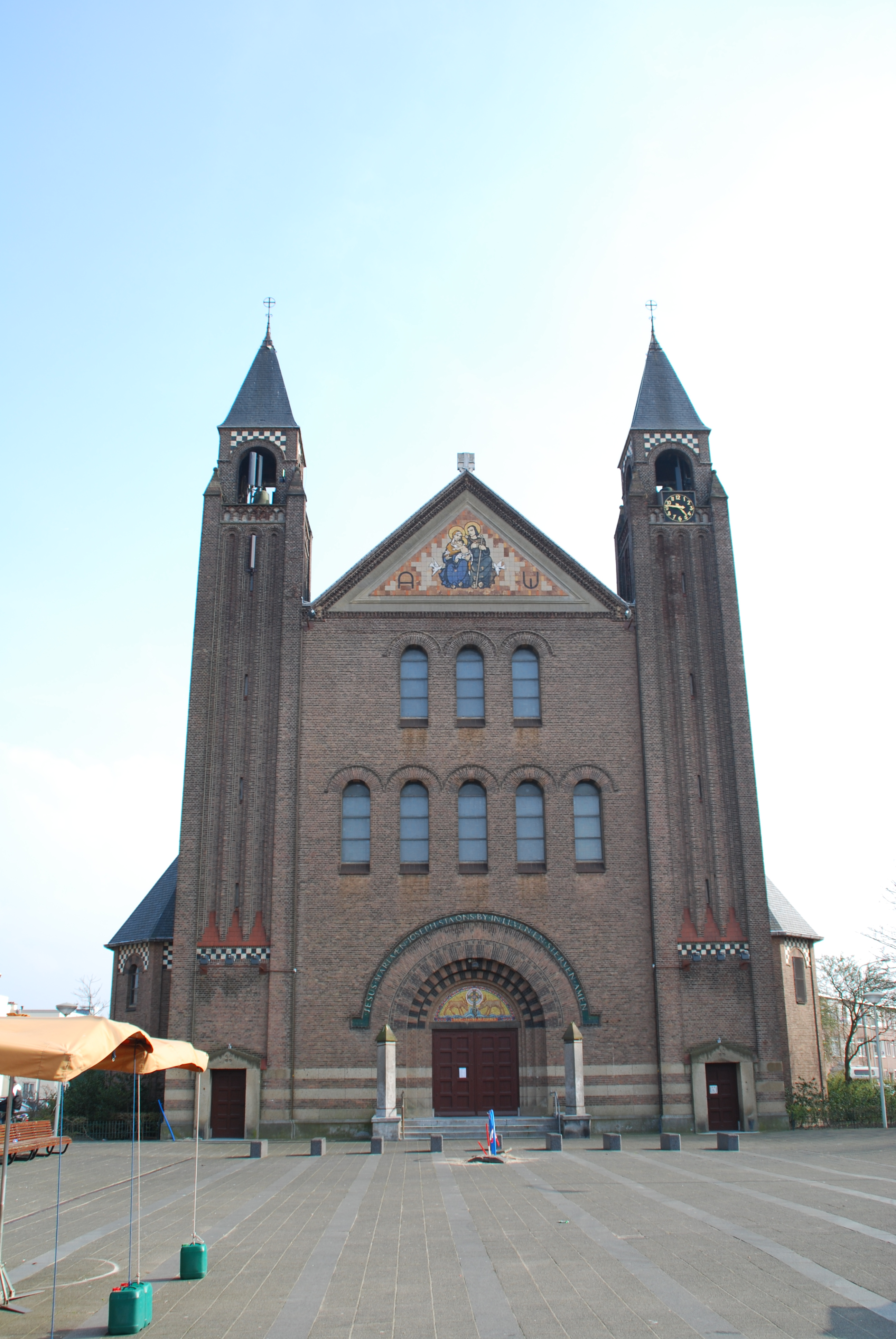
Heilige Familiekerk, La Haya
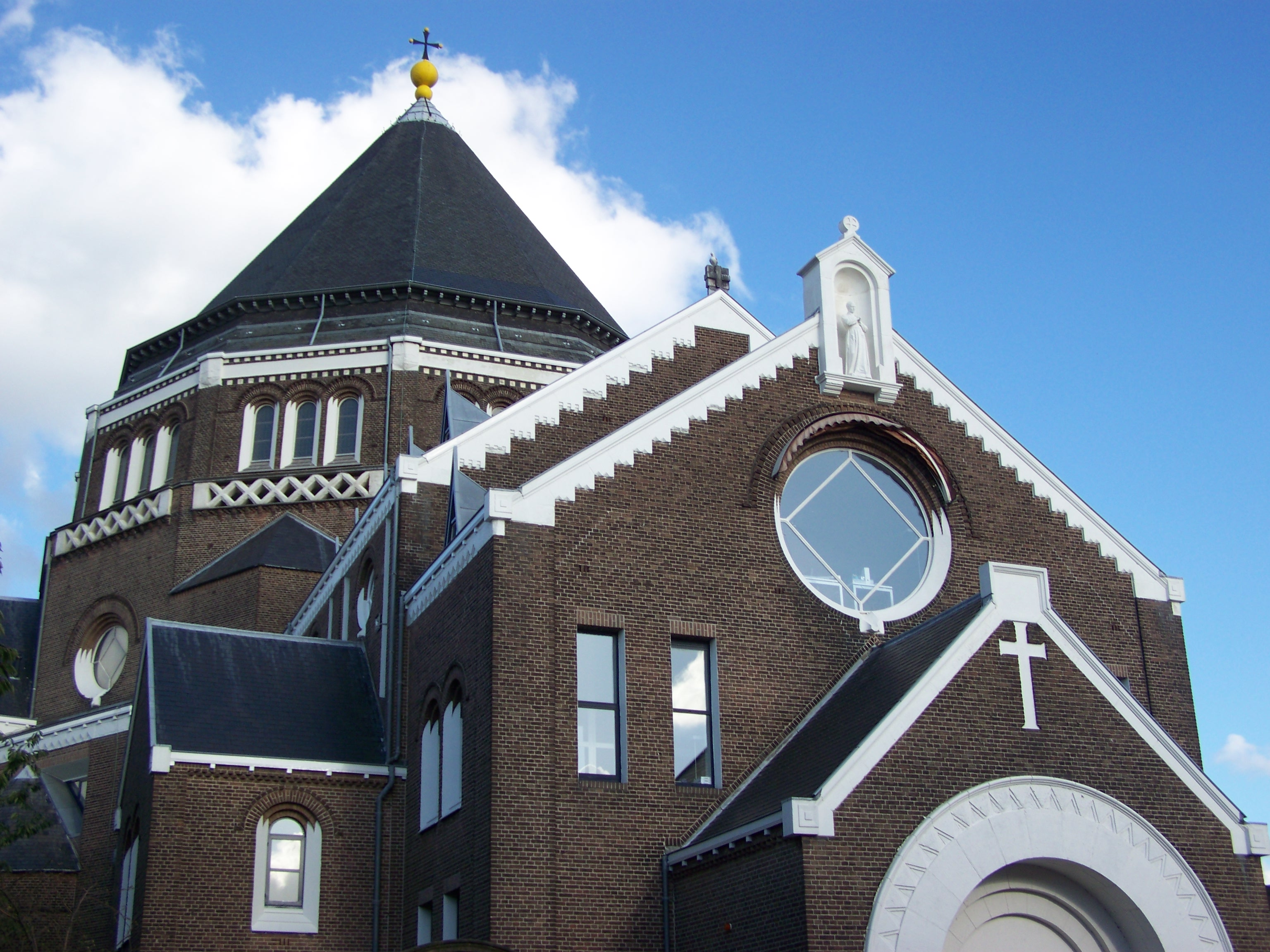
Iglesia Gerardus Majella, Ámsterdam
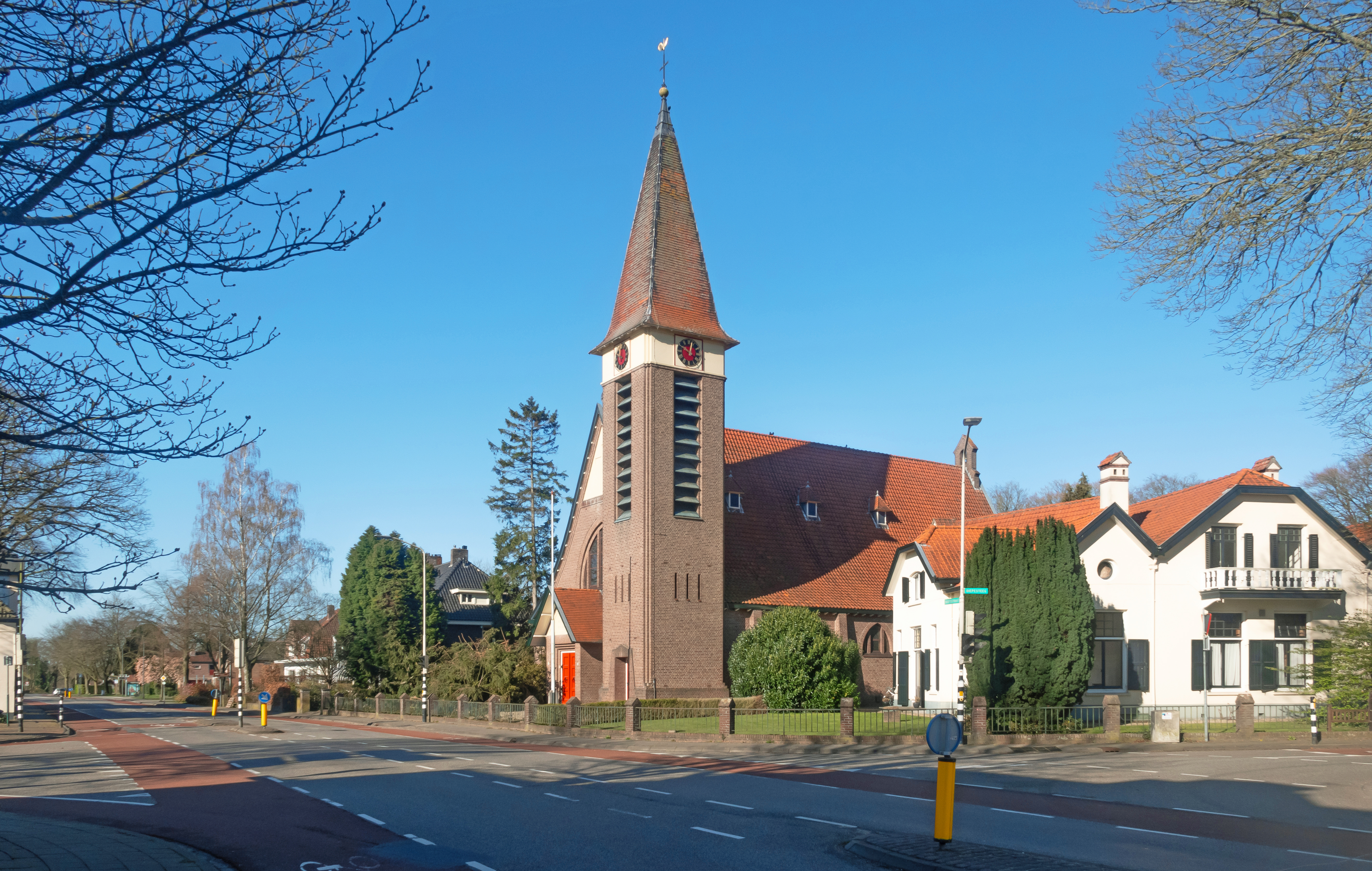
Iglesia de Nuestra Señora de la Asunción, De Steeg